# Сливо поле (община)
Община Сливо поле се намира в Северна България и е една от съставните общини на област Русе.

## География

### Географско положение, граници, големина
Общината се намира в най-североизточната част на област Русе. С площта си от 276,822 km2 заема 6-о място сред 8-те общини на областта, което съставлява 9,56% от територията на областта. Границите ѝ са следните:
- на изток – община Тутракан, област Силистра;
- на югоизток – община Кубрат, област Разград;
- на юг и запад – община Русе;
- на север – Румъния.

### Природни ресурси

#### Релеф
Територията на община Сливо поле е разположена в северозападната част на Източната Дунавска равнина. Релефът на общината е низинен, равнинен и равнинно-хълмист. Крайните ѝ южни и югоизточни райони са заети от най-северозападната част на Лудогорското плато, като тук преобладава равнинно-хълмистият релеф. В него, източно от село Юделник се намира максималната височина на общината –  Джебеджийска могила 147,7 m. Около 3/4 от територията се заема от централната част на обширната Бръшлянска низина, най-голямата крайдунавска низина в България. Тук северно от село Бръшлен, на брега на река Дунав се намира най-ниската точка на община Сливо поле – 13 m н.в.

#### Води
По северната граница на общината с Румъния на протежение от 20 km (от km 453 до km 473, километрите се отчитат нагоре от устието на реката) преминава част от долното течение на река Дунав. В източната част, от север на юг преминава най-долното течение на Топчийска река. Долината на реката представлява дълбоко всечено спрямо околния терен суходолие, в което епизодично (през пролетта и при поройни дъждове) протичат водни количества. Суходолието навлиза в общината югоизточно от село Кошарна и до село Малко Враново е ясно изразено в релефа. След навлизането му в Бръшлянската низина напълно се загубва, като е заменено от множество напоителни и отводнителни канали. Преди тяхното изграждане суходолието е минавала през село Голямо Враново и се е „вливало“ в река Дунав срещу остров Мишка, при при 459 km.

### Населени места
Общината се състои от 11 населени места. Списък на населените места, подредени по азбучен ред, население и площ на землищата им:
| Населено място | Пребр. на населението през 2021 г. | Площ на землището (в км2) | Забележка (старо име) | Населено място | Пребр. на населението през 2021 г. | Площ на землището (в км2) | Забележка (старо име)           |
| Бабово         | 367                                | 17,389                    |                       | Ряхово         | 1257                               | 55,009                    |                                 |
| Борисово       | 689                                | 29,653                    | Сърна бей             | Сливо поле     | 2385                               | 36,233                    |                                 |
| Бръшлен        | 306                                | 24,831                    |                       | Стамболово     | 502                                | 13,809                    | Гарван, Стефан Стамболово       |
| Голямо Враново | 1133                               | 26,780                    |                       | Черешово       | 85                                 | 21,862                    |                                 |
| Кошарна        | 470                                | 17,296                    |                       | Юделник        | 665                                | 18,592                    |                                 |
| Малко Враново  | 693                                | 15,368                    |                       | ОБЩО           | 8552                               | 276,822                   | няма населени места без землища |

## Административно-териториални промени
- Указ № 749/обн. 29.11.1893 г. – преименува с. Гарван на с. Стефан Стамболово;
- Указ № 157/обн. 03.03.1894 г. – преименува с. Сърна бей на с. Борисово;
- МЗ № 3775/обн. 07.12.1934 г. – преименува с. Пара махле на с. Парица;

– преименува с. Кая махле на с. Сливица;
- МЗ № 6415/обн. 14 януари 1941 г. – заличава с. Парица и го присъединява като квартал на с. Борисово;
- Указ № 317/обн. 13.12.1955 г. – заличава с. Сливица и го присъединява като квартал на с. Сливо поле;
- указ № 960/обн. 4 януари 1966 г. – уточнява името на с. Стефан Стамболово на с. Стамболово;
- Указ № 116/обн. 06.04.1998 г. – отделя с. Сандрово и неговото землище от община Сливо поле и го присъединява към община Русе;
- Реш. МС № 781/обн. 10.12.2002 г. – признава с. Сливо поле за гр. Сливо поле;
- Указ № 51/обн. 05.03.2004 г. – отделя с. Черешово и неговото землище от община Кубрат, област Разград и го присъединява към община Сливо поле, област Русе.

## Население
Численост на населението според преброяванията през годините:
| Година на преброяване | Численост |
| 1934                  | 17 940    |
| 1946                  | 18 160    |
| 1956                  | 18 693    |
| 1965                  | 18 819    |
| 1975                  | 17 943    |
| 1985                  | 16 301    |
| 1992                  | 14 387    |
| 2001                  | 12 912    |
| 2011                  | 10 855    |
| 2021                  | 8552      |

### Етнически състав
Преброяване на населението през 2011 г.
Численост и дял на етническите групи според преброяването на населението през 2011 г., по населени места (подредени по численост на населението):
| Населено място | Численост | Численост | Численост | Численост | Численост | Численост           | Численост     | Населено място | Дял (в %) | Дял (в %) | Дял (в %) | Дял (в %) | Дял (в %)           | Дял (в %)     |
| Населено място | Общо      | Българи   | Турци     | Цигани    | Други     | Не се самоопределят | Не отговорили | Населено място | Българи   | Турци     | Цигани    | Други     | Не се самоопределят | Не отговорили |
| Общо           | 10855     | 4731      | 3838      | 1102      | 176       | 111                 | 897           | 100,00         | 43,58     | 35,35     | 10,15     | 1,62      | 1,02                | 8,26          |
| -------------- | --------- | --------- | --------- | --------- | --------- | ------------------- | ------------- | -------------- | --------- | --------- | --------- | --------- | ------------------- | ------------- |
| Сливо поле     | 2990      | 1057      | 1151      | 286       | 54        | 62                  | 380           | Сливо поле     | 35,35     | 38,49     | 9,56      | 1,80      | 2,07                | 12,70         |
| Бабово         | 449       | 433       | 6         | 0         |           |                     | 9             | Бабово         | 96,43     | 1,33      | 0,00      |           |                     | 2,00          |
| Борисово       | 764       | 518       | 223       | 0         | 0         | 11                  | 12            | Борисово       | 67,80     | 29,18     | 0,00      | 0,00      | 1,43                | 1,57          |
| Бръшлен        | 330       | 295       |           |           |           |                     | 29            | Бръшлен        | 89,39     |           |           |           |                     | 8,78          |
| Голямо Враново | 1472      | 329       | 583       | 63        | 109       | 16                  | 372           | Голямо Враново | 22,35     | 39,60     | 4,27      | 7,40      | 1,08                | 25,27         |
| Кошарна        | 602       | 75        | 307       | 180       | 5         | 7                   | 28            | Кошарна        | 12,45     | 50,99     | 29,90     | 0,83      | 1,16                | 4,65          |
| Малко Враново  | 947       | 135       | 337       | 457       | 0         | 4                   | 14            | Малко Враново  | 14,25     | 35,58     | 48,25     | 0,00      | 0,42                | 1,47          |
| Ряхово         | 1637      | 1605      |           |           | 4         |                     | 24            | Ряхово         | 98,04     |           |           | 0,24      |                     | 1,46          |
| Стамболово     | 673       | 36        | 588       | 15        | 0         | 9                   | 25            | Стамболово     | 5,34      | 87,36     | 2,22      | 0,00      | 1,33                | 3,71          |
| Черешово       | 129       | 124       |           |           | 0         | 0                   | 2             | Черешово       | 96,12     |           |           | 0,00      | 0,00                | 1,55          |
| Юделник        | 862       | 124       | 635       | 99        |           |                     | 2             | Юделник        | 14,38     | 73,66     | 11,48     |           |                     | 0,23          |

### Вероизповедания
Численост и дял на населението по вероизповедание според преброяването на населението през 2011 г.:
|                     | Численост | Дял (в %) |
| Общо                | 10 855    | 100,00    |
| Православие         | 4 087     | 37,65     |
| Католицизъм         |           |           |
| Протестантство      | 27        | 0,24      |
| Ислям               | 4 716     | 43,44     |
| Друго               |           |           |
| Нямат               | 360       | 3,31      |
| Не се самоопределят | 454       | 4,18      |
| Непоказано          | 1 186     | 10,92     |

## Транспорт
През общината преминават частично 2 пътя от Републиканската пътна мрежа на България с обща дължина 37,1 km:
- участък от 21,8 km от Републикански път II-21 (от km 12,5 до km 34,3);
- началният участък от 15,3 km от Републикански път III-2102 (от km 0 до km 15,3).

## Топографска карта
- Лист от карта K-35-5. Мащаб: 1 : 100 000.
- Лист от карта L-35-137. Мащаб: 1 : 100 000.